# ママの入院
「ママの入院」（Maria goes to the hospital）は、アメリカで1996年11月18日と11月19日に放送されたセサミストリートのシーズン28の最初のエピソード、日本では1998年4月11日と4月12日にNHK教育で初放送。この回は前編「ママの入院（第3526話）」と後編「ママだいじょうぶ？（第3527話）」に分けられているため、それに合わせて記述する。

## ストーリー

### ママの入院
ビッグバードは、セサミストリートのギャビーの家でお泊りしながら食事に来ていた。ギャビーとビッグバードは、ルイスが机を備えている間、マリアにまねっこゲームで動物の真似をさせて一緒に遊ぶ。
するとマリアが車を運転する牛の真似をしている最中、大きな痛みを抱える。ルイスは救急車を呼び、ルイス、ビッグバードと一緒にマリアを病院まで運ぶ。このときビッグバードは、病気というものを知らなかった。
その後、ルイスがマリアの受付をし、ビッグバードとギャビーは待合室の椅子に座って待つことになる。ギャビーはママのことをとても心配していたが、ビッグバードは、自身が「セサミストリートの病院見学（Visits the Hospital）」で病院の先生に診てもらったことがあると言った。それからルイスが来て、マリアの検査が始まる。するとビッグバードは、マリアが車を運転する牛の真似をしたことが原因で病気になったと思い込むが、ルイスはそれと病気は関係ないし、誰のせいでもないと話す。
コールバーン先生は、マリアは元気だし問題ないけど、何が原因で具合が悪くなったかは原因を突き止めると言う。その後、コールバーン先生はルイスに、マリアの体内にある胃からウイルスが付着している可能性があると伝え、検査のために一晩だけ入院させる必要があると伝える。
また、先生はルイスが修理屋の仕事をしていることを覚えており、兄のアーロンのトースターを修理してもらったことがあったが、今度は病院のトースターも修理してほしいと頼む。ビッグバードとギャビーは休憩ルームに運ばれてきたマリアを見つける。ルイスは、マリアが入院することになることをギャビーとビッグバードに伝えると、ギャビーは不安を持つ。
コールバーン先生にマリアが泊る病室に案内され、みんなで先生についていく。ビッグバードが病室に入ったとき、自分が入院していた頃にベッドを動かすボタンやナースコールを押すボタンなどを思い出す。マリアがいない間、マリアはギャビーとルイスに指示を言い残す。面会時間が終わり、ビッグバードがレーダーをマリアに預ける。
病院から離れるとき、ルイスはコールバーン先生にトースターが治るまで長い夜を過ごすことになるだろうと伝える。ビッグバード、ルイス、ギャビーの3人が病院から帰っていくのだった。

### ママだいじょうぶ？
テリーは修理屋の窓に「CLOSED DUE TO ILLNESS（病気のため休業中）」という張り紙があることに気づくが、一部の単語しか読むことできない。そこでルイスが通りかかり、貼り紙に書いてある文字を全て読んでくれる。
しかし、ルイスはテリーが「誰が病気なの？」というためマリアが病気であることを教えようとするが、店内からかかってきた電話に出てしまう。
テリーは、マリアが病気にかかったのではないかと気づくが、ルイスは「ママの入院」で起きた出来事を説明する。テリーはマリアのお見舞いに行きたいと言うが、面会時間は1時間経っておらず、朝までに修理する予定である病院のトースターも修理していないことを説明する。
テリーから修理を済ませるよう言われたルイスは、修理屋で「You Gotta Be Patient (To Be a Patient)」を歌いながら病院のトースターを修理した後、マリアのお見舞いに向かう。病院で、テリーはマリアの容態を知るために急いで医者を探すため、郵便配達員、看護師のラッチェッド、壁を塗っている画家、蝶の収集家（マッツァリーノ）に出会う。するとコールバーン先生がやってきて、マリアの容態は回復したが、検査結果が出るまで帰ることはできないが、お見舞いは可能と伝える。
ギャビー、ルイス、ビッグバードがマリアのお見舞いに来たとき、マリアはもっと元気になった。コールバーン先生が再び戻ってきて、マリアの体内からとても脅威なウイルスに掛かっていたことを報告するが、今は元気になったため、自宅に返しても大丈夫だという。セサミストリートの仲間たち（ゴードン、スーザン、ボブ、リンダ、ジーナ、ハンフォード、カルロ）がお見舞いにやってきて、プレゼントと風船をプレゼント。ルイスたちはコールバーン先生に感謝した後、病院のトースターをテリーがフーパーさんのお店（当時の邦訳）から持ってきたパンパニケル・ブレッドと一緒に返す。
家に帰ると、家族は前にやっていたまねっこゲームを再び始めようと決める。ビッグバードは、マリアが車を運転する牛のまねをしたら、病気になるかもしれないからやめたほうがいいと心配する。マリアはそれについて大丈夫だと思っており、今度は牛がトラックを運転する真似をする。途中で、ギャビーがマリアに抱きついて、元気になって家に帰ってきたことを喜ぶ。その後、みんなでトラックを運転する牛たちの真似で遊ぶのだった。

## 出演者
| キャラクター/登場人物                              | 担当俳優/マペティア       | 担当声優       |
| -------------------------------------------------- | ------------------------- | -------------- |
| ビッグバード                                       | キャロル・スピニー        | 真殿光昭       |
| テリー・モンスター                                 | マーティン・P・ロビンソン | 玄田哲章       |
| マリア・ロドリゲス                                 | ソニア・マンザーノ        | 堀越真己       |
| ルイス・ロドリゲス                                 | エミリオ・デルガード      | 大川透         |
| ゴードン・ロビンソン                               | ロスコー・オーマン        | 玄田哲章       |
| スーザン・ロビンソン                               | ロレッタ・ロング          | 速水圭         |
| リンダ                                             | リンダ・ボーヴ            | 手話のため無し |
| ボブ・ジョンソン                                   | ボブ・マグラス            | 田原アルノ     |
| ジーナ・ジェファーソン                             | アリソン・バートレット    | 小林優子       |
| ギャビー・ロドリゲス                               | デジレー・カサード        | 玉川紗己子     |
| コールバーン先生                                   | ノア・ワイリー            | 平田広明       |
| 入院受付看護師                                     | イアリーン・クーパー      | 不明           |
| 女性看護師                                         | アリス・リュー            | 不明           |
| 食事を運ぶ先生                                     | イスマイル・ベアシー      | 不明           |
| コーナーに登場したマペットと登場人物（一部判明分） |                           |                |
| ゾーイ                                             | フラン・ブリル            | 玉川紗己子     |
| ウォルフギャング                                   | ケビン・クラッシュ        | 落合弘治       |
| グローバー                                         | フランク・オズ            | 落合弘治       |
| レイ・チャールズ                                   |                           |                |
| ハリー・ベラフォンテ                               |                           |                |
| トニー・ベネット                                   |                           |                |
| アーロン・ネビル                                   |                           |                |
| そのほか                                           |                           | 滝沢ロコ       |

## 主に放送された歌のコーナー
前編
- アルファベットのうた（声 - レイ・チャールズ）

後編
- I Don't Want to Live on the Moon（歌 - アーニー（スティーヴ・ホイットマイア）とアーロン・ネビル）

## 今週の文字と数字
| 数字と文字（前編） | 数字と文字（前編） | スポンサー担当（担当俳優）          | 吹き替え声優 |
| ------------------ | ------------------ | ----------------------------------- | ------------ |
| 10                 | ER                 | コールバーン先生 （ノア・ワイリー） | 平田広明     |
| 文字と数字（後編） |                    | コールバーン先生 （ノア・ワイリー） | 平田広明     |
| J                  | 0                  | コールバーン先生 （ノア・ワイリー） | 平田広明     |

## 備考
- この頃はNHK BS2でER緊急救命室が放送されていたため、ノア・ワイリーの専属声優である平田広明がコールバーン先生役を担当した。この番組とERの出演者は共通している。